# ريك هال
ريك هال (بالإنجليزية: Rick Hall)‏ هو منتج أسطوانات وملحن أمريكي، ولد في 31 يناير 1932 في مقاطعة تيشومينغو في الولايات المتحدة، وتوفي في 2 يناير 2018 في مسل شولس في الولايات المتحدة بسبب سرطان البروستاتا.

## وصلات خارجية
- ريك هال على موقع IMDb (الإنجليزية)
- ريك هال على موقع ميوزك برينز (الإنجليزية)
- ريك هال على موقع ديسكوغز (الإنجليزية)